# Шукеев (хутор)
Шукеев —хутор в Новоузенском районе Саратовской области в составе сельского поселения Горькореченское муниципальное образование. 

## География
Находится на расстоянии примерно 62 километра по прямой на северо-восток от районного центра города Новоузенск.

## История
Официальная дата основания 1935 год.  

## Население
Постоянное население составило 226 человек (29% русские, 50% казахи) в 2002 году, 178 в 2010.